# Uracanthus loranthi
Uracanthus loranthi är en skalbaggsart som beskrevs av Lea 1916. Uracanthus loranthi ingår i släktet Uracanthus och familjen långhorningar. Inga underarter finns listade i Catalogue of Life.